# Єркська мова
Єркська мова (Йєркіш, Yerkish)  — штучна мова, розроблена для спілкування з шимпанзе, яка складається з набору довільних символів, що замінюють слова чи поняття. Мова перше розроблена Ернстом фон Глазерсфельдом у 1971 році і була названа на честь американського дослідника Роберта Єркіса (англ. Robert Mearns Yerkes; 1876–1956).
Нині мову активно використовують в Національному центрі вивчення приматів міста Атланти, штату Джорджія.